# Amniscites
Amniscites is een kevergeslacht uit de familie van de boktorren (Cerambycidae). De wetenschappelijke naam van het geslacht werd voor het eerst geldig gepubliceerd in 1957 door Gilmour.

## Soorten
Amniscites omvat de volgende soorten:
- Amniscites amboroensis Monné M. L. & Monné M. A., 2012
- Amniscites pictipes (Bates, 1863)
- Amniscites tavakiliani Monné M. L. & Monné M. A., 2012